# Thibaut Vargas
Thibaut Vargas (ur. 22 maja 2000 w Aix-en-Provence) – francuski piłkarz występujący na pozycji obrońcy we francuskim klubie Montpellier HSC, którego jest wychowankiem. W trakcie swojej kariery grał także w Châteauroux.